# NGC 4540
NGC 4540 é uma galáxia espiral barrada (SBc) localizada na direcção da constelação de Coma Berenices. Possui uma declinação de +15° 33' 04" e uma ascensão recta de 12 horas, 34 minutos e 50,9 segundos.
A galáxia NGC 4540 foi descoberta em 21 de Março de 1784 por William Herschel.